# Lesňáčkovití
Lesňáčkovití (Parulidae) jsou čeleď malých, často barevných amerických pěvců z podřádu zpěvní. V současné době se rozlišuje 120 druhů v 18 rodech (aktuální k červnu 2024). Většinou jde o stromové druhy, jen několik jich žije spíše na zemi, a vesměs jsou hmyzožraví.
Čeleď zřejmě vznikla na severu Střední Ameriky, kde žije nejvíce druhů s největší diverzitou. Odtud se lesňáčkovití v meziledových dobách šířili na sever vesměs jako stěhovaví ptáci, vracející se na zimu do původní oblasti. Dva rody (Myioborus a Basileuterus) zřejmě záhy osídlily Jižní Ameriku, snad ještě před spojením obou světadílů, a dosud tvoří většinu druhů drobných pěvců v tomto regionu.

## Zálety do Evropy
Lesňáčkovití ptáci výjimečně zalétají také do Evropy, kde byly dosud zjištěny čtyři druhy.

## Taxonomie
Za popisnou autoritu čeledi lesňáčkovitých je pokládán americký ornitolog Alexander Wetmore (1947). V průběhu 20. století byli lesňáčkovití řazeni i v rámci šířeji definovaných strnadovitých (Emberizidae), resp. pěnkavovitých (Fringilidae), od konce 20. století je jim přiznáván status samostatné čeledi. Z pohledu fylogenetiky se odvozují uvnitř širšího kladu sdružujícího zpěvné s devíti ručními letkami („nine-primaried oscine group“).
Lesňáčkovití bývali sdružováni s monotypickým rodem Peucedramus, zvažovaný příbuzenský vztah však definitivně vyloučila studie mtDNA z roku 1998. Molekulárně-fylogenetická studie Lovette & Bermingham (2002) dospěla k závěrům, že zatímco většina tradičně uznávaných rodů lesňáčkovitých tvořila dobře podporované monofylum, rody Teretistris, Microligea, Zeledonia, Icteria, Granatellus a Xenoligea vystupovaly mimo tento klad. Současný systém je většinou řadí do jiných příbuzných čeledí, často monotypických.
První podrobnou molekulárně-fylogenetickou studii, jež by se zabývala vnitřní systematikou takto „okleštěných“ lesňáčkovitých, vypracovali Lovette & kol. (2010). Na základě ní vyšlo najevo, že řada tradičně uznávaných rodů lesňáčků neplní požadavek na monofyletismus taxonů, což vedlo k návazným taxonomickým revizím. Následující abecední seznam rodů je vypracován podle IOC World Bird List a je aktuální k červnu 2024:
- Basileuterus Cabanis, 1849
- Cardellina Du Bus de Gisignies, 1849
- Catharopeza Sclater, PL, 1880
- Geothlypis Cabanis, 1847
- Helmitheros Rafinesque, 1819
- Leiothlypis Sangster, 2008
- Leucopeza Sclater, PL, 1876
- Limnothlypis Stone, 1914
- Mniotilta Vieillot, 1816
- Myioborus Baird, SF, 1865
- Myiothlypis Cabanis, 1851
- Oporornis Baird, SF, 1858
- Oreothlypis Ridgway, 1884
- Parkesia Sangster, 2008
- Protonotaria Baird, SF, 1858
- Seiurus Swainson, 1827
- Setophaga Swainson, 1827
- Vermivora Swainson, 1827